# Pentominium
Pentominium là một tòa nhà chọc trời cao 122 tầng khoảng 516 m ở Dubai, Các Tiểu vương quốc Ả Rập Thống nhất. Việc xây dựng tháp đã bị dừng lại kể từ tháng 8 năm 2011. Nó được thiết kế bởi Andrew Bromberg, kiến trúc sư Aedas và được tài trợ bởi Trident International Holdings. Hợp đồng xây dựng trị giá 1,46 tỷ AED (400 triệu USD) đã được trao cho Công ty Xây dựng Ả Rập (ACC). Toà nhà có móng sâu nhất từng được thực hiện trên thế giới.
Việc xây dựng bắt đầu vào ngày 26 tháng 7 năm 2009 và trước khi ngừng thi công, tòa nhà dự kiến sẽ hoàn thành vào năm 2013. Đến tháng 5 năm 2011, 22 tầng đã được hoàn thành. Tuy nhiên, vào tháng 8 năm 2011, việc xây dựng đã dừng lại sau khi Trident International Holdings bị đóng băng sau các khoản thanh toán cho khoản vay 20,4 triệu đô la Mỹ sau cuộc khủng hoảng tài chính toàn cầu. Kể từ năm 2018, tòa tháp vẫn chưa hoàn thành việc xây dựng và sẽ khởi động lại vào năm 2019.
Nếu dự án đã hoàn thành đúng như dự kiến, Pentominium sẽ là tòa nhà cao thứ hai ở Dubai sau Burj Khalifa cũng như tòa nhà dân cư cao nhất thế giới nếu hoàn thành trước World One.

## Chiều cao dự kiến
Chung cư sẽ là tòa nhà dân cư cao nhất thế giới thay vì tòa nhà 432 Park Avenue sau khi hoàn thành nếu công trình được nối lại; nó có chiều cao dự kiến cao nhất của bất kỳ tòa nhà dân cư nào đang được xây dựng. Nó đã được mô tả là "một trong những dự án có ý nghĩa kiến trúc nhất trong thành phố hiện đang được xây dựng" do "một số lượng lớn các khu vườn và căn hộ spa được xây dựng ở một bên tạo ra sự mất cân bằng cho tòa nhà và do đó, một số những thay đổi công trình khá quan trọng phải được sửa chữa trong quá trình xây dựng."
Hợp đồng quản lý dự án đã được trao cho công ty quản lý dự án Precipio.

## Căn hộ và thiết kế
Mỗi tầng dân cư sẽ chỉ có một căn hộ 4 phòng ngủ rộng hơn 600 m2. Các tiện nghi dành cho cư dân sẽ bao gồm hồ bơi, đài quan sát, rạp chiếu phim riêng, câu lạc bộ sức khỏe và phòng tiệc, cùng với phòng hút xì gà và trung tâm thương mại.